# Моторний Олександр Миколайович
Олекса́ндр Микола́йович Мото́рний (нар. 4 серпня 1975, м. Кременчук, нині Україна) — український журналіст.

## Життєпис
Олександр Моторний народився 4 серпня 1975 року в місті Кременчук на Полтавщині.
За освітою — тренер з баскетболу. Працював на місцевому ТРК «Візит», згодом переїхав до Харкова, де приєднався до медіа-групи «Об'єктив».
Від 2005 — в Києві: кореспондент у новинах на різних центральних телеканалах; від 2008 — у команді ТСН. Між ротаціями в зону АТО працює шеф-редактором та ведучим новин на каналі «2+2».
Від 2014 — мав кілька відряджень до Криму, а від квітня почалися регулярні виїзди на схід, переважно у центральний район АТО; на початку осені 2014-го вдалося потрапити до терміналів Донецького аеропорту під час оборони летовища.
Працював у зонах збройних або громадянських конфліктів. Вдалося висвітлити події у Грузії, Пакистані, Афганістані, Тунісі, Єгипті, Лівії, Киргизстану.

## Нагороди
- орден «За заслуги» II ступеня (6 червня 2022) — за вагомий особистий внесок у розвиток вітчизняної журналістики та інформаційної сфери, мужність і самовідданість, виявлені під час висвітлення подій повномасштабного вторгнення Російської Федерації на територію України, багаторічну сумлінну працю та високу професійну майстерність[1];
- орден «За заслуги» III ступеня (5 червня 2015) — за вагомий особистий внесок у розвиток вітчизняної журналістики, багаторічну сумлінну працю та високу професійну майстерність[2];
- заслужений журналіст України (5 червня 2008) — за вагомий особистий внесок у розвиток вітчизняної журналістики, відстоювання ідеалів демократії та свободи слова, високий професіоналізм і з нагоди Дня журналіста[3];
- національна премія України в галузі телебачення «Телетріумф» у номінації «Репортер» (2015)[4].